# 佐藤敏基
佐藤 敏基（さとう としき、1993年9月30日 - ）は、神奈川県横浜市出身のアメリカンフットボール選手。XリーグのIBMビッグブルーに所属しつつ、カナディアン・フットボール・リーグ（CFL）のトロント・アルゴノーツにも所属している。ポジションはプレースキッカー（K）。身長178cm、体重80kg。利き足は右足。

## 経歴
早稲田大学高等学院に入学後にアメリカンフットボールを始め、早稲田大学社会科学部卒業。早稲田大学米式蹴球部ビッグベアーズでは2015年に甲子園ボウルで準優勝。試合終了間際にFGを狙うも失敗に終わっている。
2016年よりIBMビッグブルーに所属し、2017年、2018年にジャパンXボウルで準優勝。2017年にはジャパンエックスボウルの大会記録となる50ヤードのフィールドゴールに成功。2019年には日本最長タイ記録となる58ヤードのフィールドゴールを記録するなどして、オールXリーグチームを初受賞。2020年3月、NFLのトライアウトで好成績を残し、NFL公認の代理人と契約し、2020年のNFLでの選手登録を目指している。
2021年4月15日、2021CFLグローバルドラフトにてCFLのトロント・アルゴノーツから2巡16位で指名を受け、入団。11月16日、レギュラーシーズン最終週のエドモントン・エルクス戦に初出場し、パントを決めた。

## 記録
- ジャパンXボウルMIP賞（敢闘賞）：2回（2017年、2018年）
- オールXリーグチーム（英語版）：1回（2019年）
- フィールドゴール成功距離：50ヤード（ジャパンエックスボウル大会記録、2017年）[1]
- フィールドゴール成功距離：58ヤード（日本タイ記録、2019年11月16日）[2]